# B-17 Flying Fortress (videojuego)
B-17 Flying Fortress es un videojuego de simulador de vuelo de combate desarrollado por Vektor Grafix y publicado por MicroProse para MS-DOS de PC en 1992 y para Amiga y Atari ST en 1993. El juego simula entrenamientos, misiones de combate e incursiones de la Octava Fuerza de Aire de las Fuerzas de Aire de Ejército de Estados Unidos en el Teatro Europeo de Operaciones a bordo de un Boeing B-17 Flying Fortress, un bombardero pesado de la Segunda Guerra Mundial. Tuvo una secuela en el año 2000 titulada  B-17 Flying Fortress: The Mighty 8th. 

## Gameplay
El jugador tiene control en la administración de la tripulación (un tripulante puede ser herido durante el combate y deber ser curado y sustituido por otro). Si toma el puesto de artillero puede manejar una ametralladora M2 Browning  para derribar aviones enemigos o puede ser el piloto o copiloto del B-17. Hay en total de diez tripulantes cuyas posiciones pueden ser controladas manualmente o bajo el control de la IA, pero el personaje principal es el piloto. Sus éxitos, fracasos, capturas, daños o muertes afectarán a la conclusión de la campaña.

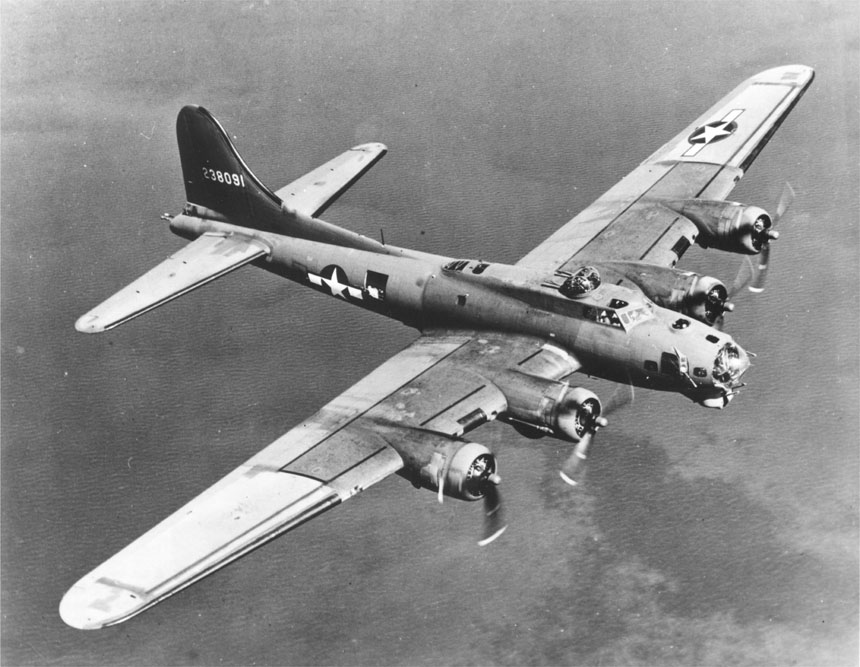
Un B-17G real.

Antes de iniciar cada misión el jugador puede  ver un mapa de vuelo con los waypoints. El jugador puede romper la formación de vuelo y vagar libremente alrededor de los cielos de Europa si lo desea, buscando y atacando objetivos. Los objetivos se ven claramente con el visor de bombardero. Los enemigos a batir son la Luftwaffe y la  defensa antiaérea alemana. Los objetivos más difíciles se encuentran alrededor de Berlín. 
Si el B-17 es severamente dañado, el jugador puede caer fuera de la formación e intentar regresar a Inglaterra, a cualquier pista Aliada o directamente a la base de Alconbury. 
Los gráficos del juego son sencillos (MCGA y VGA) y los requisitos son bajos, pudiendo funcionar en un PC anticuado de IBM; un microprocesador Intel 80286 (o AMD comparable) con 16 MHz, DOS 5.0. Se recomiendan al menos 640 KB de RAM. La versión de PC salió en discos flexibles de 5- 5.25" y discos flexibles compactos de 4-3.5", así como versiones de CD ROM.

## Desarrollo
El mayor Joseph N. Worsley, un prestigioso bombardero del USAAF fue asesor del juego. 
El juego vino con un manual de 230 páginas, el cual detalla cómo jugar, además de contener datos históricos con fotografías e ilustraciones. Con el tiempo B-17 (DOS versión) fue liberado como freeware por MicroProse en el sitio web de Internet http://bombs-away.net.

## Recepción
Computer Gaming World criticó la complejidad del juego que "no satisface a quienes esperan un tratamiento comprensible o flexible del tema." Una encuesta de 1993 en la revista Wargames dio al juego tres estrellas de cinco, declarando que "las operaciones Bombarderas son aburridas."